# Białystok
Białystok (stari njemački naziv: Bjelostock, hrvatski: Bjelostok) je grad u Poljskoj. Leži na rijeci Białi. Središte je Podlaskog vojvodstva. Najveći grad u sjeveroistočnoj Poljskoj.

## Šport
- Jagiellonia, poljski nogometni klub.

## Znamenite ličnosti
- Aleksandar Flaker
- Damian Kądzior
- Wojciech Nowicki
- Albert Sabin, poznati američki mikrobiolog, pronalazač injekcije protiv dječje paralize.
- Grzegorz Sandomierski
- Izabella Scorupco
- Radosław Sobolewski
- Lazar Ludvig Zamenhof

## Galerija
- Palača Branicki
- Park Branicki
- Palača Lubomirski
- Katedrala

## Vanjske poveznice
- Službena stranica

### Ostali projekti
|  | Zajednički poslužitelj ima stranicu o temi Białystok |